# Montgueux
Montgueux est une commune française, située dans le département de l'Aube en région Grand Est.

## Géographie
|        | Saint-Lyé   |                       |
| Macey  | Montgueux   | La Chapelle-Saint-Luc |
| Messon | Torvilliers |                       |

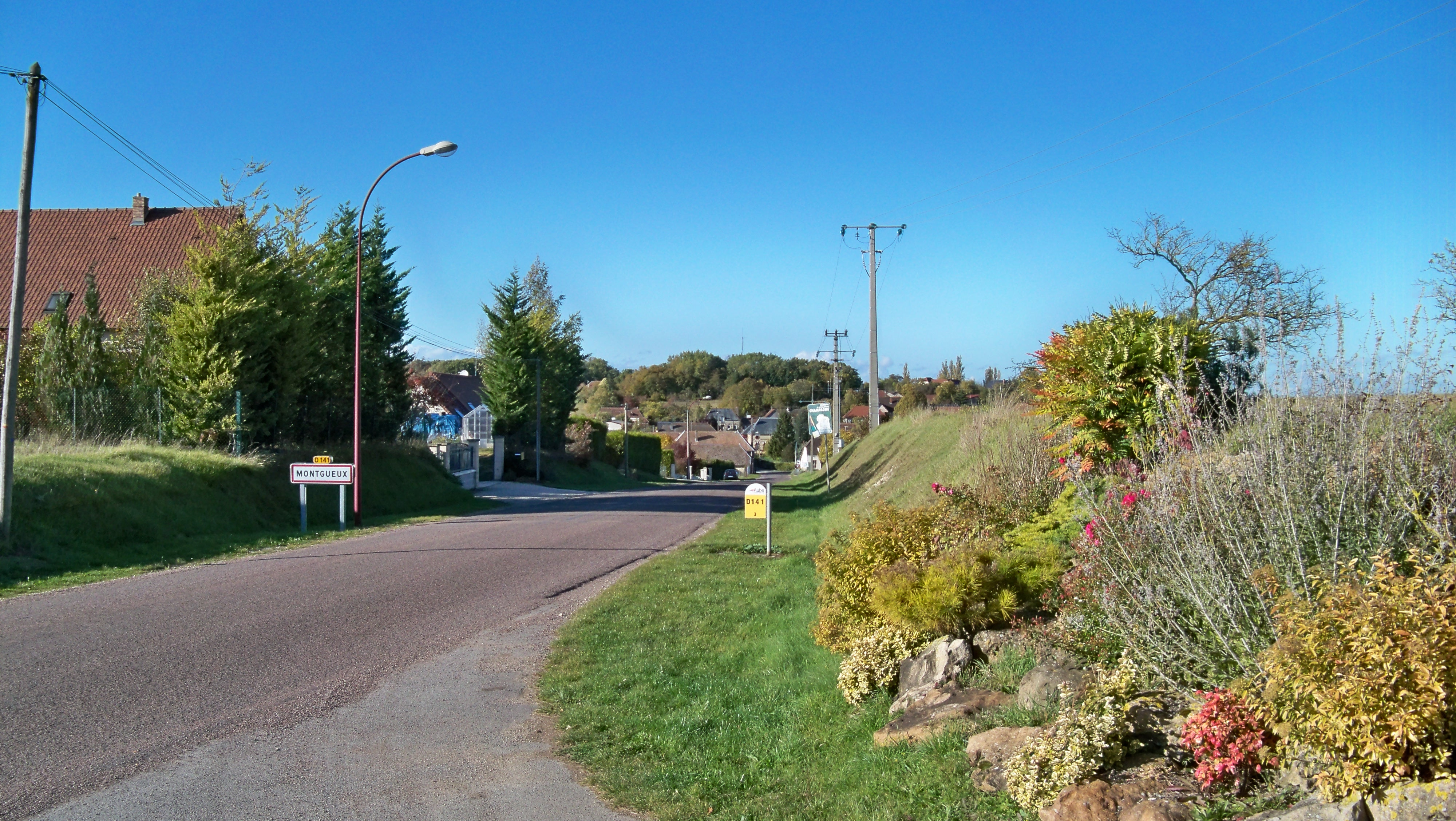
Entrée de Montgueux depuis la D 141.

Le village est situé sur une colline culminant à 269 m, c'est-à-dire une centaine de mètres au-dessus de la plaine de Troyes.
La colline est essentiellement constituée de calcaire, avec des poches d'argile rouge et de nombreux silex.
À cette hauteur, l'eau est rare dans le village et de nombreux puits ont été creusés, parfois à 30 voire 50 mètres de profondeur pour alimenter en eau les habitants. En 1789, en creusant le puits qui chante un gouffre profond d'au moins 62 mètres a été mis au jour,.
La présence de pentes inclinées au sud et au sous-sol calcaire étant propice à la culture de la vigne, environ 200 hectares de parcelles sont classées par l'INAO en appellation champagne.

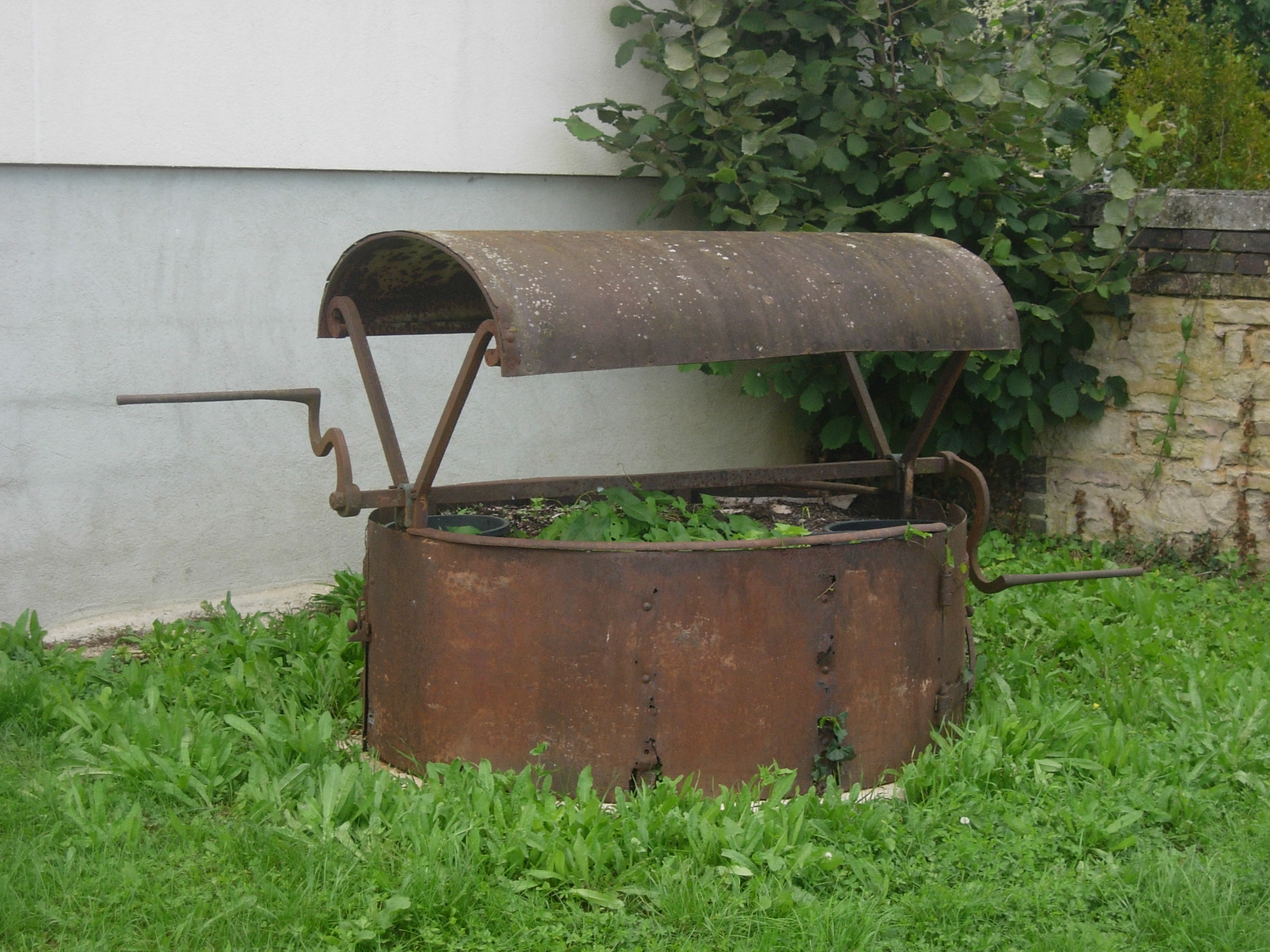
Un des nombreux puits du village.

### Hydrographie
La commune est dans la région hydrographique « la Seine de sa source au confluent de l'Oise (exclu) » au sein du bassin Seine-Normandie. Elle n'est drainée par aucun cours d'eau,.

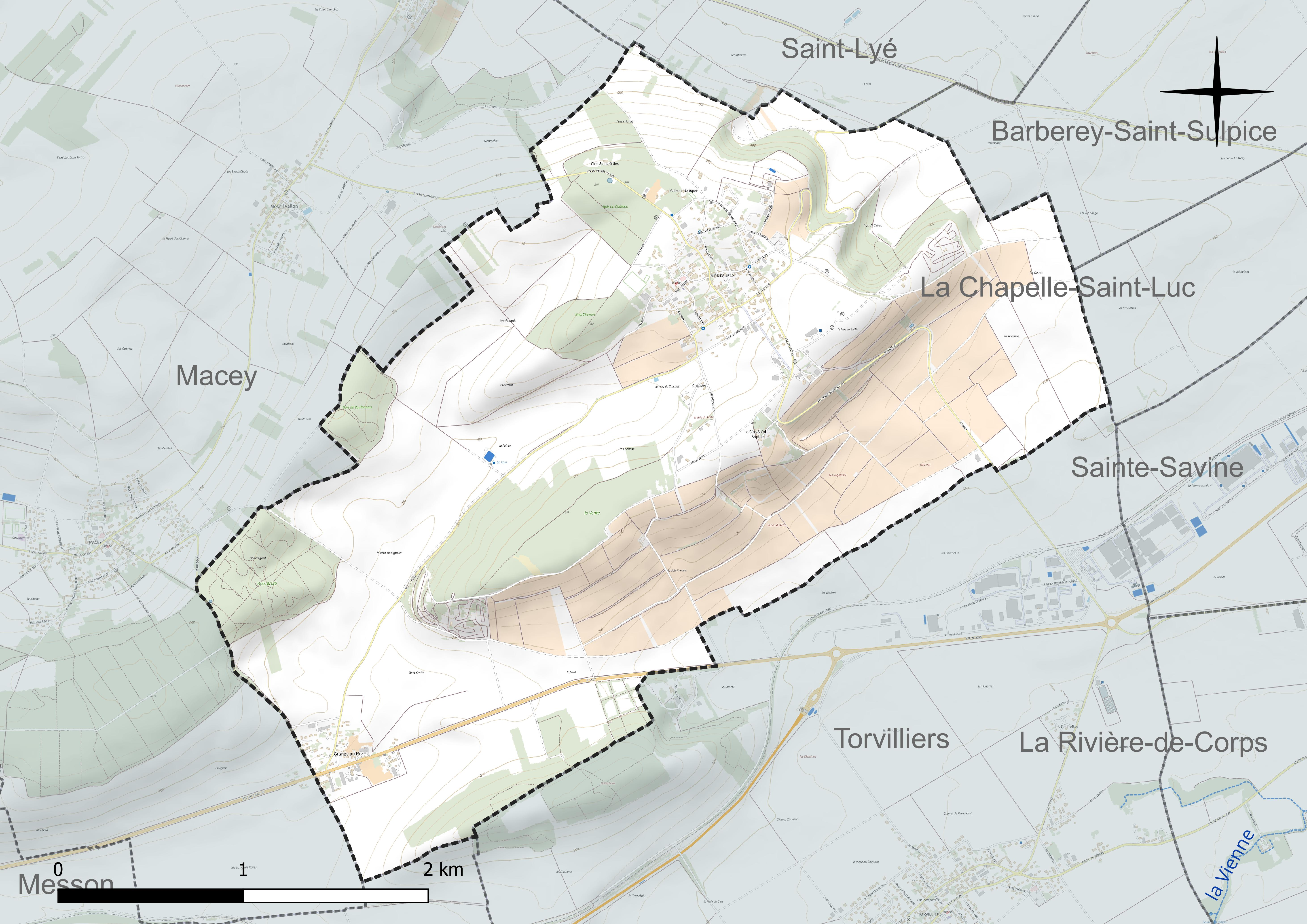
Réseau hydrographique de Montgueux.

### Climat
Pour des articles plus généraux, voir Climat du Grand Est et Climat de l'Aube.
En 2010, le climat de la commune est de type climat océanique dégradé des plaines du Centre et du Nord, selon une étude du Centre national de la recherche scientifique s'appuyant sur une série de données couvrant la période 1971-2000. En 2020, Météo-France publie une typologie des climats de la France métropolitaine dans laquelle la commune est exposée à un climat océanique altéré et est dans la région climatique Nord-est du bassin Parisien, caractérisée par un ensoleillement médiocre, une pluviométrie moyenne régulièrement répartie au cours de l’année et un hiver froid (3 °C).
Pour la période 1971-2000, la température annuelle moyenne est de 10,3 °C, avec une amplitude thermique annuelle de 16,2 °C. Le cumul annuel moyen de précipitations est de 828 mm, avec 13 jours de précipitations en janvier et 8,2 jours en juillet. Pour la période 1991-2020, la température moyenne annuelle observée sur la station météorologique de Météo-France la plus proche, « Troyes-Barberey », sur la commune de Barberey-Saint-Sulpice à 7 km à vol d'oiseau, est de 11,3 °C et le cumul annuel moyen de précipitations est de 644,6 mm. 
La température maximale relevée sur cette station est de 41,8 °C, atteinte le 25 juillet 2019 ; la température minimale est de −23 °C, atteinte le 17 janvier 1985,,.
Les paramètres climatiques de la commune ont été estimés pour le milieu du siècle (2041-2070) selon différents scénarios d'émission de gaz à effet de serre à partir des nouvelles projections climatiques de référence DRIAS-2020. Ils sont consultables sur un site dédié publié par Météo-France en novembre 2022.

## Urbanisme

### Typologie
Au 1er janvier 2024, Montgueux est catégorisée commune rurale à habitat dispersé, selon la nouvelle grille communale de densité à 7 niveaux définie par l'Insee en 2022.
Elle est située hors unité urbaine. Par ailleurs la commune fait partie de l'aire d'attraction de Troyes, dont elle est une commune de la couronne,. Cette aire, qui regroupe 209 communes, est catégorisée dans les aires de 200 000 à moins de 700 000 habitants,.

### Occupation des sols
L'occupation des sols de la commune, telle qu'elle ressort de la base de données européenne d’occupation biophysique des sols Corine Land Cover (CLC), est marquée par l'importance des territoires agricoles (77,8 % en 2018), une proportion sensiblement équivalente à celle de 1990 (78,6 %). La répartition détaillée en 2018 est la suivante : 
terres arables (58,5 %), cultures permanentes (19,3 %), forêts (15,5 %), zones urbanisées (6,7 %). L'évolution de l’occupation des sols de la commune et de ses infrastructures peut être observée sur les différentes représentations cartographiques du territoire : la carte de Cassini (XVIIIe siècle), la carte d'état-major (1820-1866) et les cartes ou photos aériennes de l'IGN pour la période actuelle (1950 à aujourd'hui).

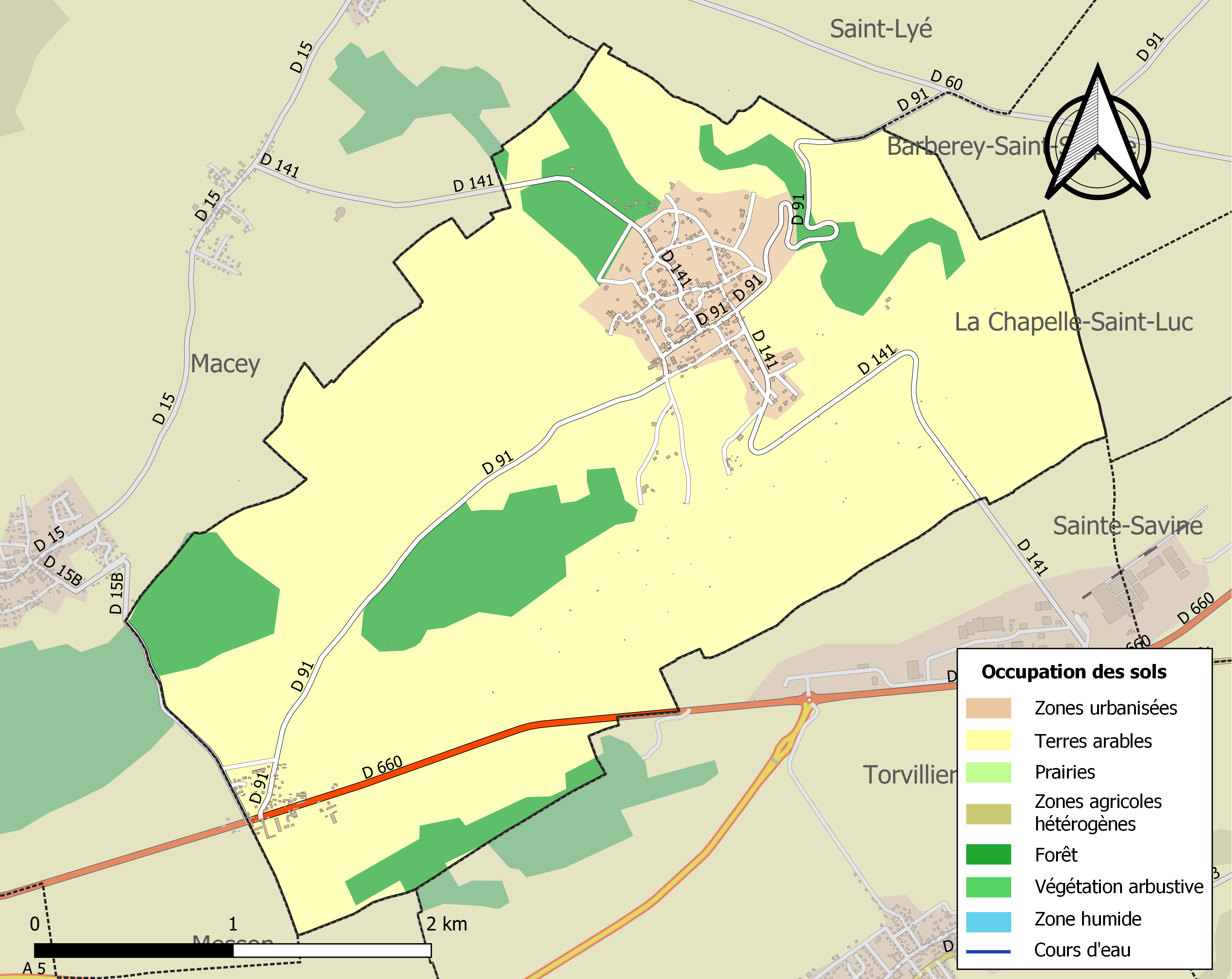
Carte des infrastructures et de l'occupation des sols de la commune en 2018 (CLC).

## Histoire
Son nom proviendrait de Mons Gothorum (ce qui signifie mont ou colline des Goths) et rappellerait un établissement germanique à l'époque romaine.
Montgueux serait le lieu probable de la bataille des champs Catalauniques,,.
L'église était succursale de Macey.
Aux XIIe et XIIIe siècles, une famille de chevaliers résidait à Montgueux. Nicolas Riglet, maire de Troyes, prit possession du village au XVIe siècle. Il est inhumé dans l'église. De 1684 à 1740, la terre appartenait à la famille Courseulle-Rouvray.
Le 8 juin 1944, 15 résistants furent fusillés par l'armée allemande. Un monument érigé dans le Trou de Chirac rappelle cet événement.

## Politique et administration

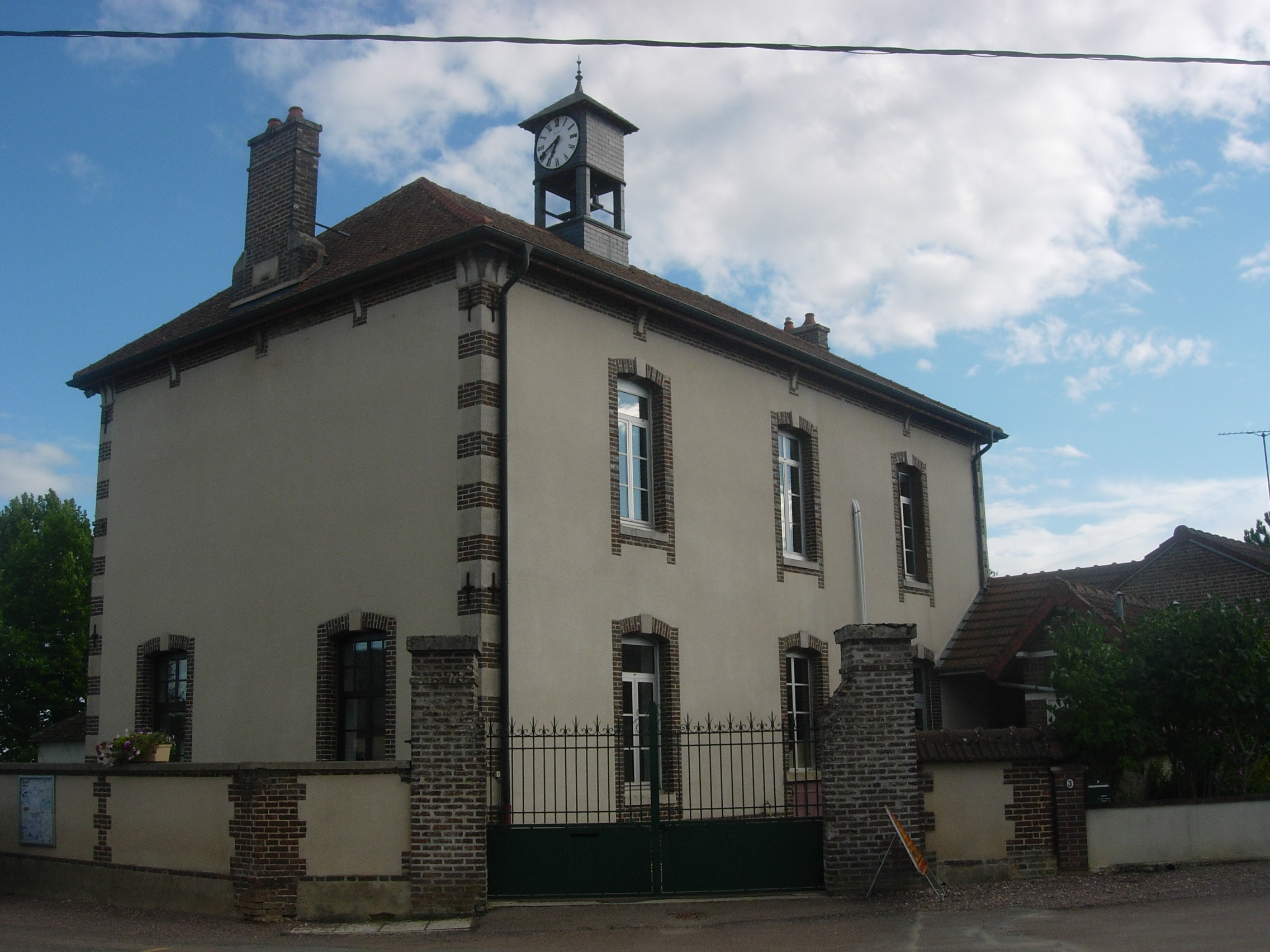
La mairie de Montgueux.

| Période                                  | Période  | Identité                                                | Étiquette | Qualité                                          |
| ---------------------------------------- | -------- | ------------------------------------------------------- | --------- | ------------------------------------------------ |
| 28 mars 1971                             | 2008     | M. Alain Cuisin                                         |           |                                                  |
| 2008                                     | En cours | Mme Marie-Thérèse Leroy Réélue pour le mandat 2020-2026 | DVD       | Employée, conseillère départementale depuis 2021 |
| Les données manquantes sont à compléter. |          |                                                         |           |                                                  |

## Démographie
L'évolution du nombre d'habitants est connue à travers les recensements de la population effectués dans la commune depuis 1793. Pour les communes de moins de 10 000 habitants, une enquête de recensement portant sur toute la population est réalisée tous les cinq ans, les populations de référence des années intermédiaires étant quant à elles estimées par interpolation ou extrapolation. Pour la commune, le premier recensement exhaustif entrant dans le cadre du nouveau dispositif a été réalisé en 2004.

En 2022, la commune comptait 388 habitants, en évolution de −3,96 % par rapport à 2016 (Aube : +0,7 %, France hors Mayotte : +2,11 %).
| 1793 | 1800 | 1806 | 1821 | 1831 | 1836 | 1841 | 1846 | 1851 |
| ---- | ---- | ---- | ---- | ---- | ---- | ---- | ---- | ---- |
| 443  | 402  | 427  | 343  | 354  | 404  | 424  | 411  | 400  |

| 1856 | 1861 | 1866 | 1872 | 1876 | 1881 | 1886 | 1891 | 1896 |
| ---- | ---- | ---- | ---- | ---- | ---- | ---- | ---- | ---- |
| 404  | 393  | 386  | 351  | 345  | 335  | 347  | 329  | 333  |

| 1901 | 1906 | 1911 | 1921 | 1926 | 1931 | 1936 | 1946 | 1954 |
| ---- | ---- | ---- | ---- | ---- | ---- | ---- | ---- | ---- |
| 317  | 314  | 260  | 237  | 229  | 236  | 221  | 197  | 213  |

| 1962 | 1968 | 1975 | 1982 | 1990 | 1999 | 2004 | 2006 | 2009 |
| ---- | ---- | ---- | ---- | ---- | ---- | ---- | ---- | ---- |
| 231  | 231  | 274  | 346  | 360  | 372  | 409  | 409  | 402  |

| 2014 | 2019 | 2022 | - | - | - | - | - | - |
| ---- | ---- | ---- | - | - | - | - | - | - |
| 405  | 388  | 388  | - | - | - | - | - | - |

## Économie

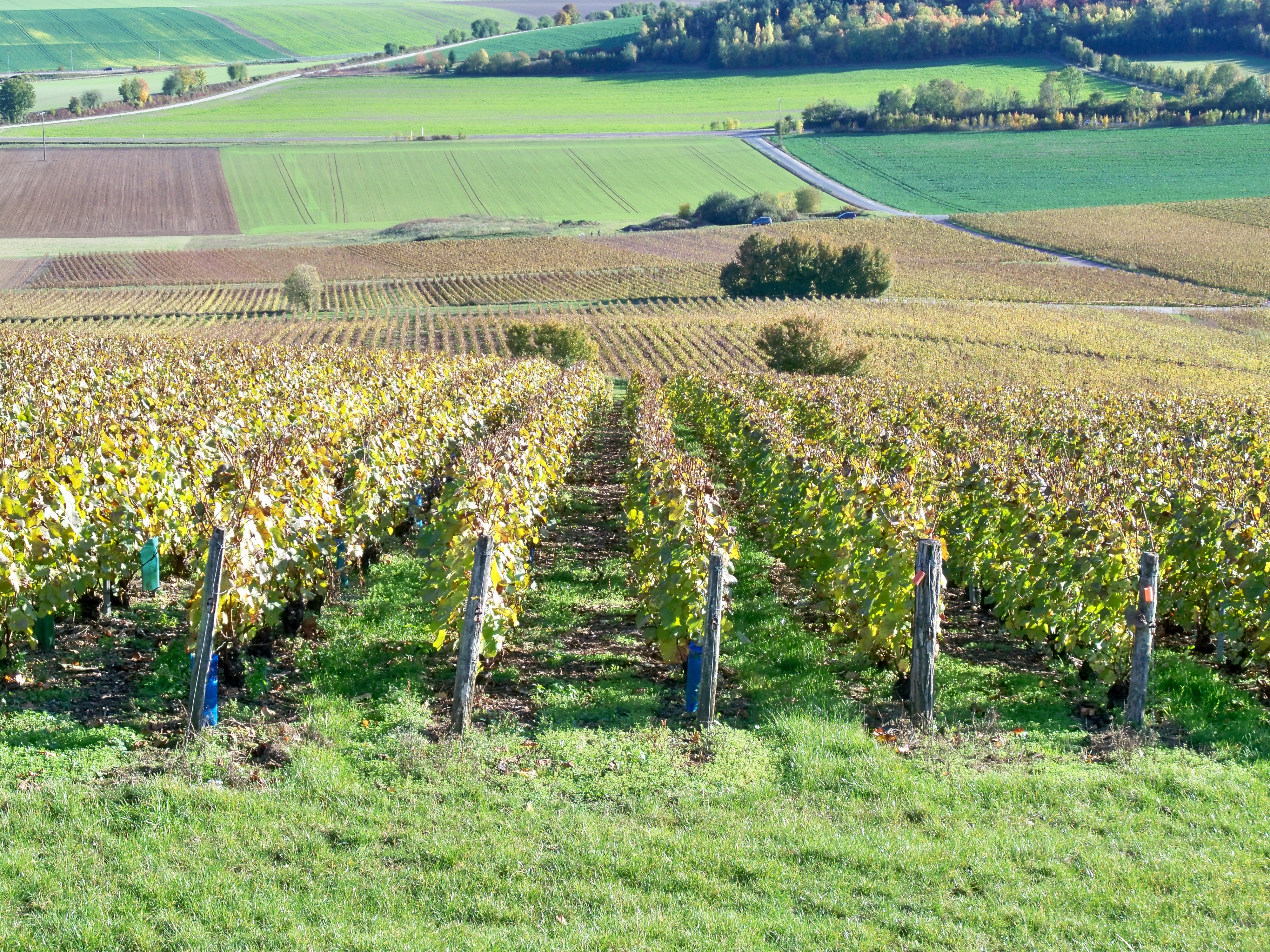
Les vignes de Montgueux.

Certaines parcelles agricoles de la commune pourraient prochainement entrer dans la zone de production des vins de Champagne, en complément des quelque 200 qui y sont déjà. À l'exception des vignerons commercialisant leur production de champagne, aucun commerce n'est établi de manière fixe dans la commune, trop proche de la ville de Troyes.
Il existe selon l'Union des Marques & Maisons de Champagne 90 exploitants dans la commune.
24 d'entre eux produisent leur champagne chaque année ce qui représente environ  430 000 bouteilles.
Le vignoble de Montgueux compte 209 ha, dont 90 % de chardonnay, 9.1 % de pinot noir et 0.5 % de pinot meunier.

## Montrachet de Champagne
La commune de Montgueux est parfois surnommé "Montrachet de Champagne » en raison de son altitude.
« Pour nous aussi, habitants du plat pays, la moindre colline prend des proportions gigantesques et nous sommes fiers de notre Montgueux comme d’autres le sont de leur Mont Blanc, de leur Vésuve ou de leur Canigou. Nous aimons à en faire l’ascension, certains de n’y courir aucun danger, de n’en éprouver qu’une fatigue modérée et de jouir, à son sommet, d’un spectacle que nos plaines à peine ondulées ne sauraient offrir. […] En ma qualité de troyen, Montgueux me plaît ; il m’attire et je l’aime ».

## Lieux et monuments
- Montgueux est un des sites supposés où se serait déroulée la bataille des champs Catalauniques (en l'année 451).
- Église de l'Exaltation-de-la Sainte-Croix date du XVIe siècle. Sa flèche exposée aux ouragans s'est écroulée en 1737 puis en 1910. Elle n'a jamais été remontée[30].

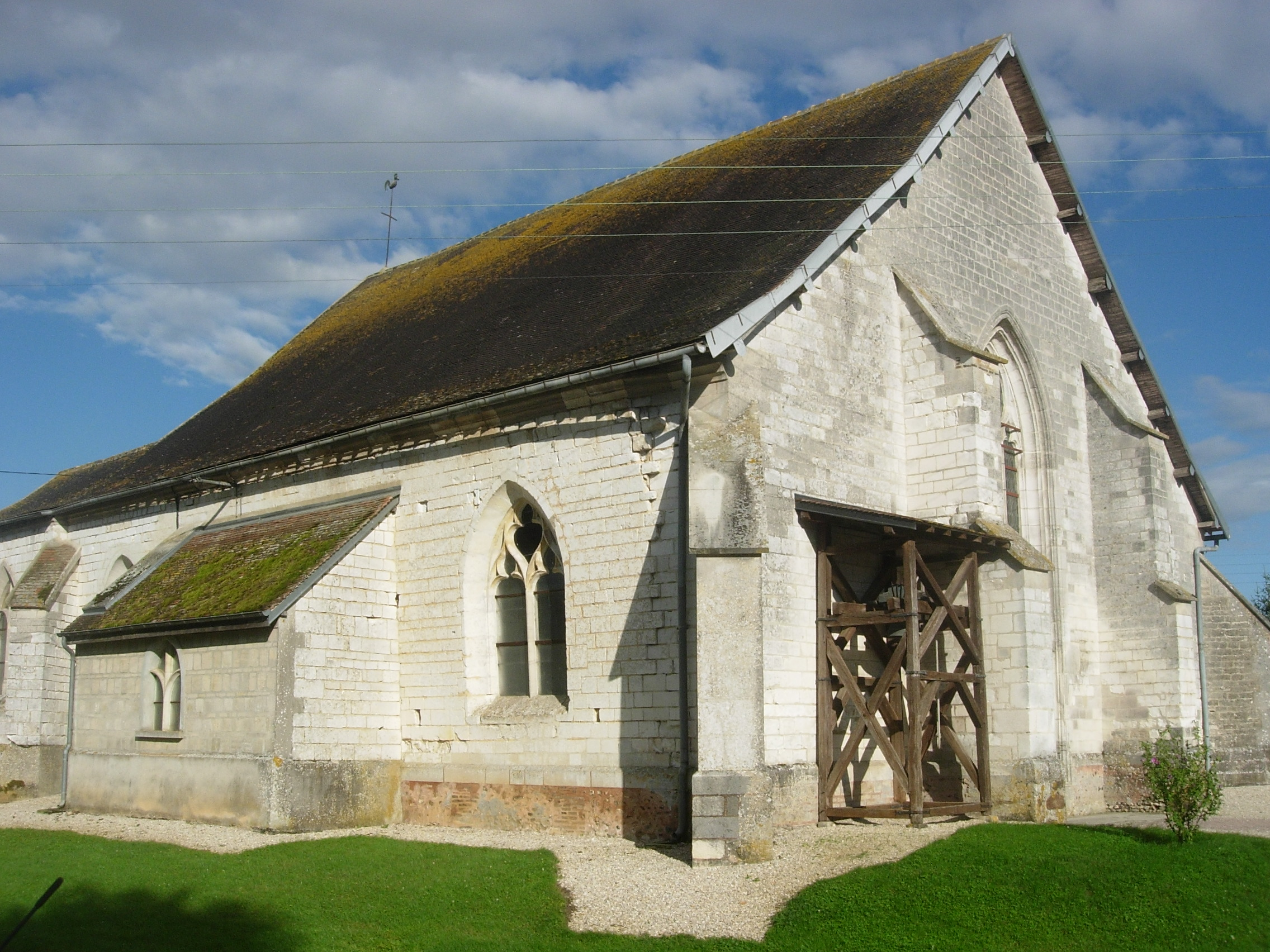
Église de Montgueux.
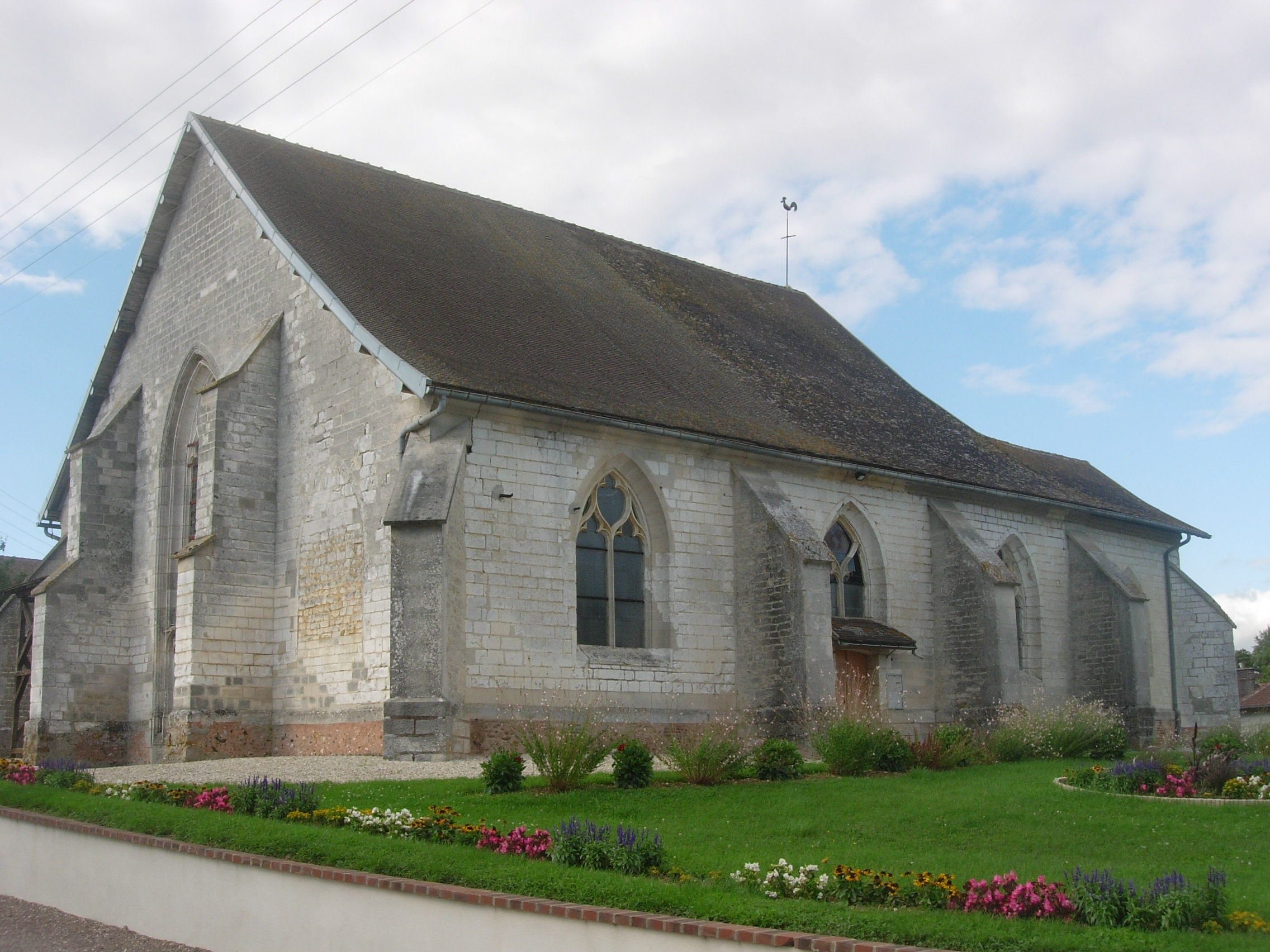
Église de Montgueux.
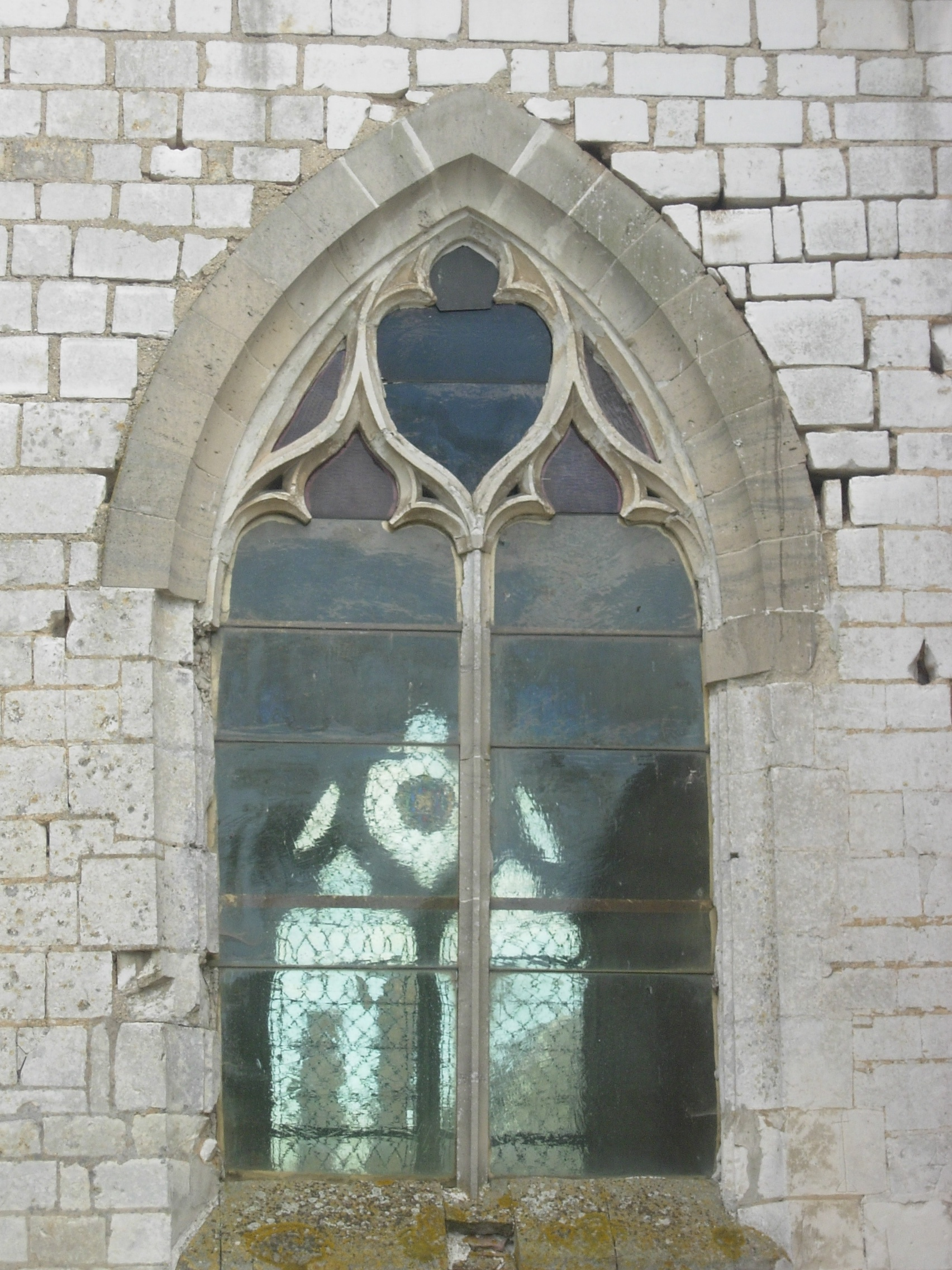
Église de Montgueux.

## Personnalités liées à la commune
- Nicolas Riglet, maire de Troyes au XVIe siècle est inhumé dans l'église.